# Phaselis
Koordinaten: 36° 31′ N, 30° 33′ O

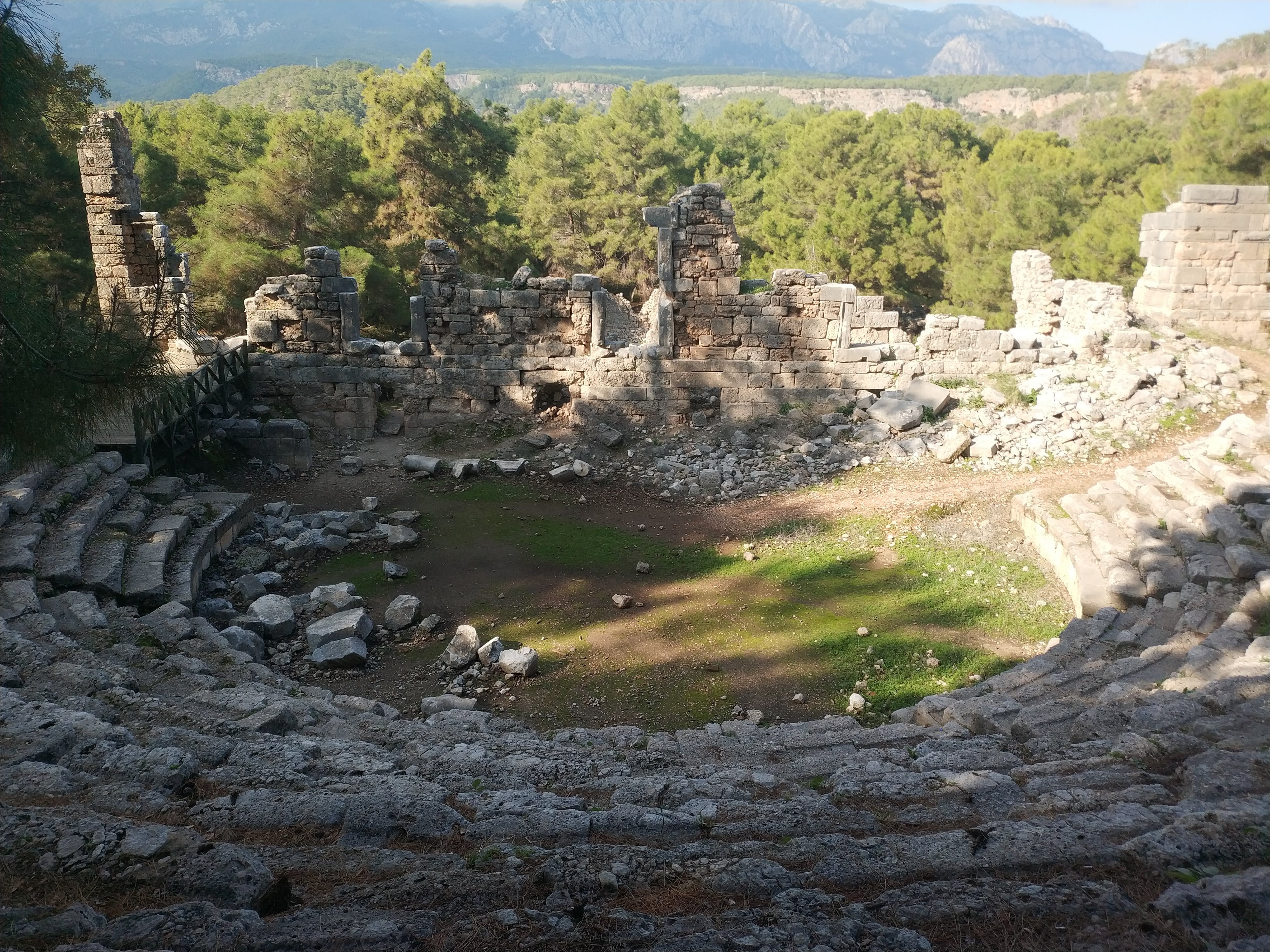
Das Theater

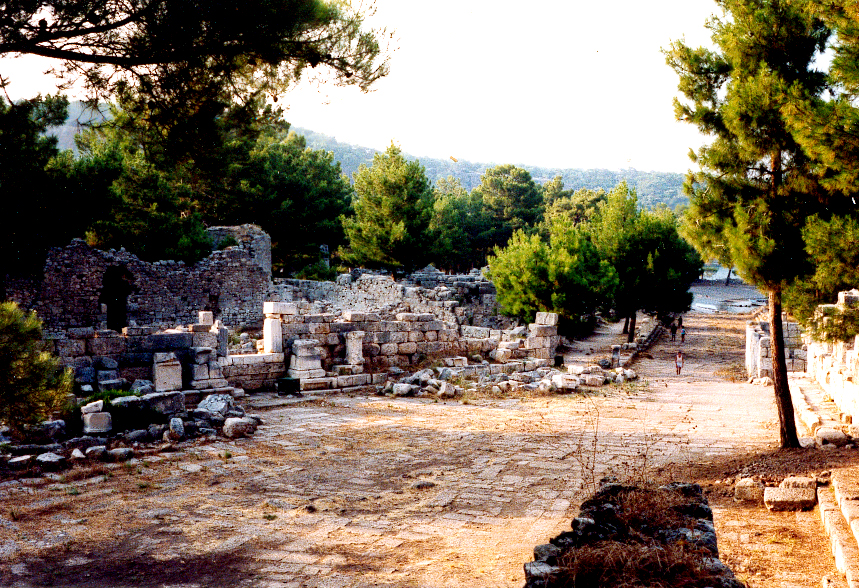
Die Prachtstraße

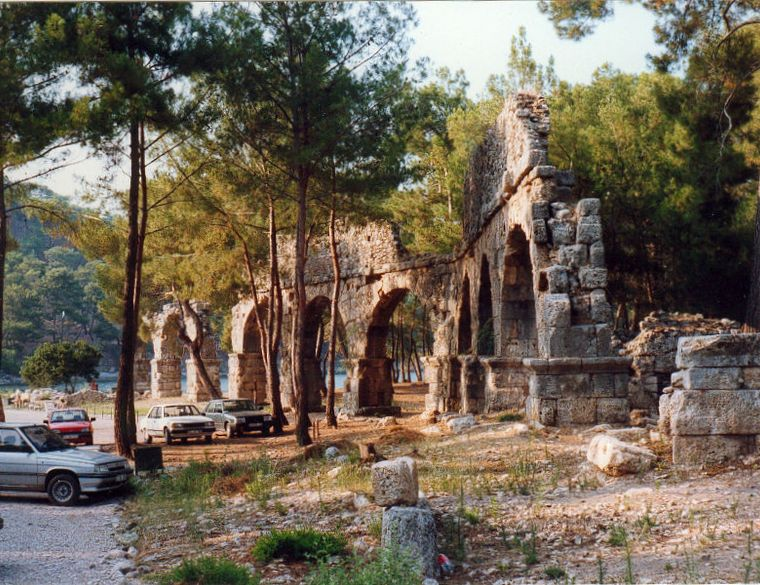
Aquädukt

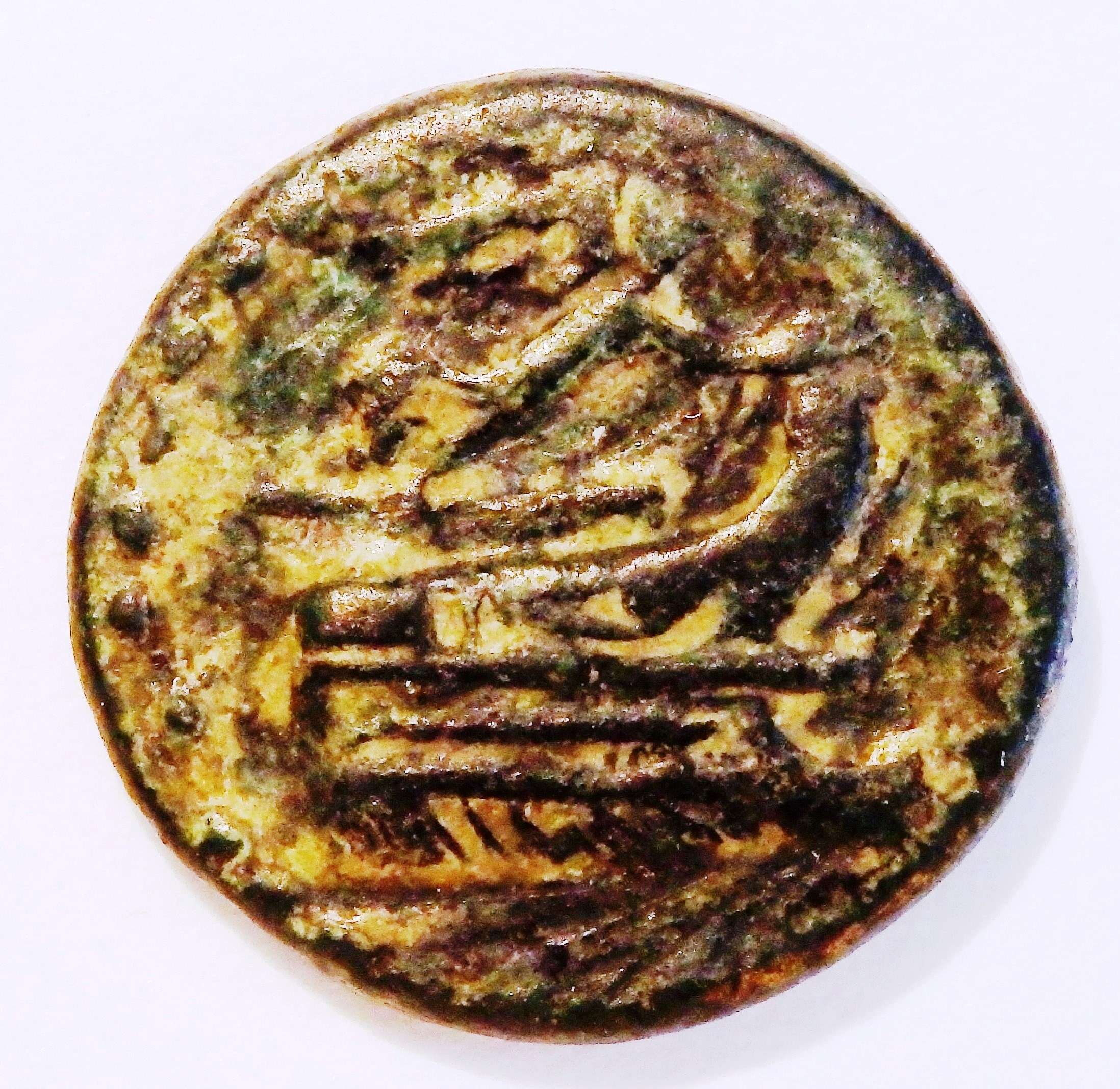
Nike über Prora auf Bronzemünze aus Phaselis, ca. 200–10 v. Chr.

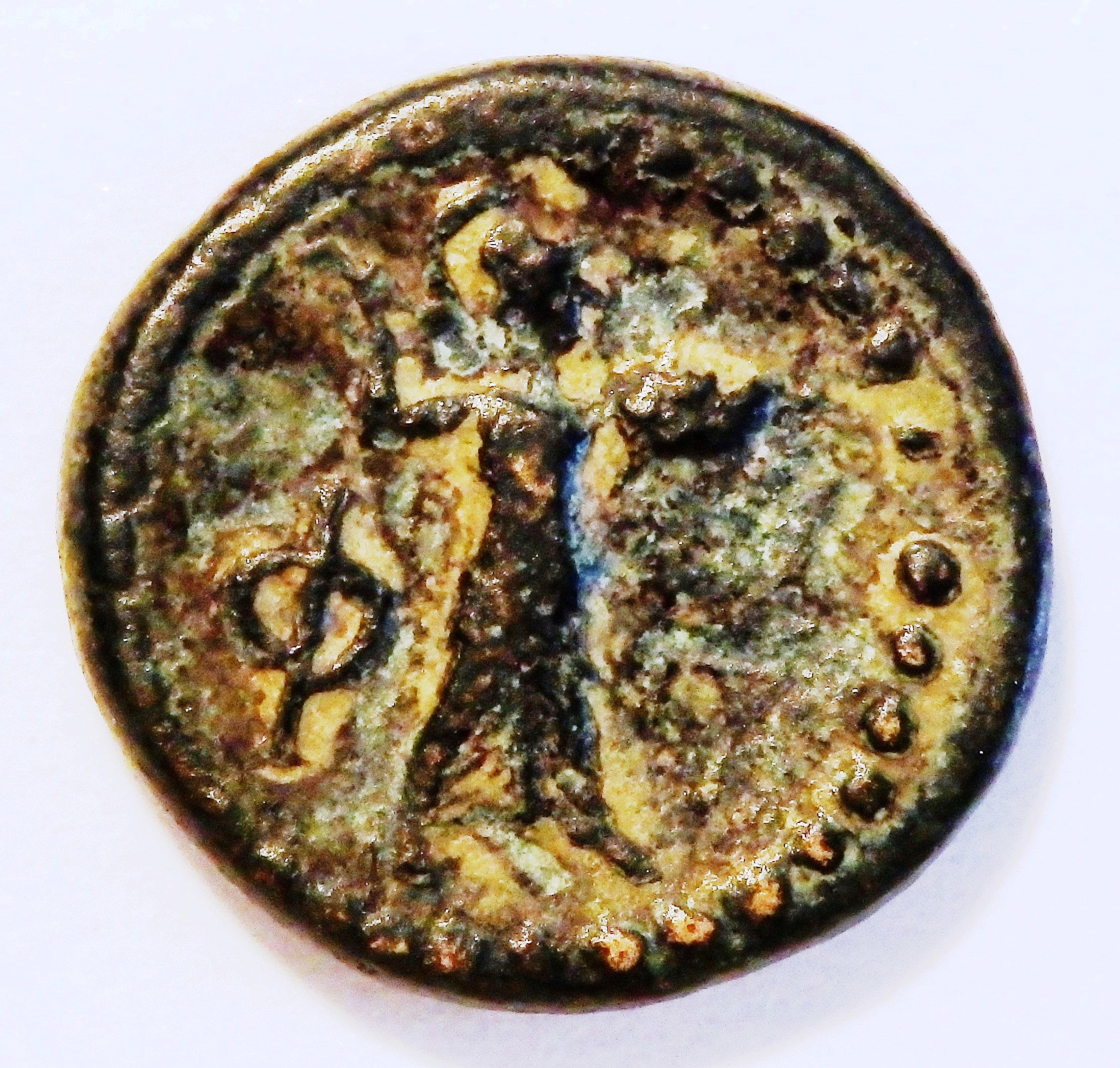
Athena auf Bronzemünze aus Phaselis, ca. 200–10 v. Chr.

Phaselis (altgriechisch Φασηλίς) war eine antike Stadt in Lykien (Kleinasien, heute Türkei), die rund 53 Kilometer südwestlich von Antalya unmittelbar an der Küste lag. Sie wird seit 1811 archäologisch erforscht und befindet sich, wie Olympos, im Nationalpark Olimpos Beydağları weit abseits der nächsten modernen Ortschaft. Als Handelsstadt mit drei Häfen in unmittelbarer Nähe zum persischen Einflussgebiet in Kleinasien hatte sie bis zur Gründung von Attaleia (Antalya) um 150 v. Chr. herausragende Bedeutung und war wirtschaftlich außergewöhnlich wohlhabend. Erhalten sind die Prachtstraße, Agoren, Theater, Thermen, Hafenmauern, Aquädukt und byzantinische Ruinen.

## Geschichte

### Stadtgründung
Der antike Lokalhistoriker Aristainetos verfasste ein (heute verlorenes) mehrbändiges Werk über Phaselis, laut dem der Rhodier Lakios die Stadt gemäß einem Orakelspruch der Pythia gegründet haben soll. Eine andere Gründungslegende berichtete Philostephanos von Kyrene, der zufolge Lakios zu den Begleitern des mit einer Flotte nach Lykien segelnden Argivers Mopsos gehörte und von diesem zur Erbauung von Phaselis ausgesandt wurde. Lakios habe dem Hirten Kylabras Salzfische als Gegenleistung für den Erwerb des Landes gegeben, auf dem er die Stadt anlegen sollte. Phaselis war jedenfalls eine griechische Kolonie. Walther Ruge vertritt die Ansicht, dass die Tradition, Phaselis sei von Dorern aus dem rhodischen Lindos gegründet worden, derjenigen Überlieferung vorzuziehen ist, welche die Anlegung der Stadt auf einen Kolonieführer aus Argos zurückführt. Die Gründung von Phaselis soll gleichzeitig mit jener der rhodischen Kolonie Gela auf Sizilien um 690 v. Chr. erfolgt sein. Möglicherweise gab es an der Stelle von Phaselis schon eine phönizische Vorgängersiedlung.

### Klassisch-griechische Zeit
In der ersten Hälfte des 6. Jahrhunderts v. Chr. war Phaselis, das sich bereits damals wegen seiner günstigen Lage zu einem wichtigen Handelsplatz entwickelt hatte, ebenso wie weitere griechische Städte mit Erlaubnis des Pharaos Amasis in der Handelsniederlassung Naukratis in Ägypten vertreten, unter anderem mit Rhodos, Knidos und Halikarnassos. Phaselis, das in den ersten Jahrhunderten seiner Existenz zu Pamphylien gerechnet wurde, gehörte ab etwa 550 v. Chr. längere Zeit dem Perserreich an. Aus dieser Zeit stammende, nach persischem Fuß geprägte Silbermünzen mit der Abbildung eines Schiffvorderteils wurden in Phaselis gefunden. Dass die Stadt unter persischer Oberhoheit stand, war für sie wie auch für viele andere kleinasiatische Griechenstädte kulturell und wirtschaftlich wichtig. Politisch wurde dies in Athen jedoch zum Vorwand genommen, um die athenischen Aktivitäten des Attischen Seebundes als antipersisches Kampfbündnis zu tarnen. So wurde Phaselis um 469 v. Chr. von Kimon während seines Zugs gegen Persien „zwangsbefreit“ und in den Seebund gezwungen – als blühende Handelsstadt mit hohen Tributen in strategisch wichtiger Lage ein bedeutender Zugewinn für Athen.
Nach Kimons gescheiterter Expedition gegen Zypern wurde im persisch-athenischen Friedensschluss von 449 v. Chr. die Autonomie der Griechenstädte vereinbart sowie die Bedingung stipuliert, dass persische Kriegsschiffe nicht bis vor die Küste zwischen Phaselis und dem am Nordausgang des Bosporus gelegenen Kyaneai segeln sollten. 430/429 v. Chr., kurz nach Ausbruch des Peloponnesischen Kriegs, segelte der attische Stratege Melesandros mit sechs Schiffen zur Küste Kariens und Lykiens, um die Seewege von Athen nach Phaselis und Phönikien zu sichern. Auf dieser Route verkehrende attische Handelsschiffe sollten so gegen Angriffe peloponnesischer Freibeuter geschützt werden. Allerdings kam Melesandros bei einem in Lykien ausgetragenen Gefecht ums Leben. 411 v. Chr. befand sich Phaselis im Machtbereich des Tissaphernes und hatte eine spartanische Besatzung unter Hippokrates aufgenommen. Sparta hatte damals eine Allianz mit Persien für seinen Krieg gegen Athen geschlossen. Auch Alkibiades kam damals auf seinen Reisen nach Phaselis.
In der ersten Hälfte des 4. Jahrhunderts v. Chr. war Phaselis autonom, wie ein von der Stadt mit dem persischen Satrapen von Karien, Maussolos, geschlossener Vertrag zeigt. Phaselis hielt denn auch zu Maussolos, als dieser sich im Kampf gegen den Dynasten Perikles von Limyra befand. 334 v. Chr. ergab sich die Stadt Alexander dem Großen, als dieser nach seinem Sieg am Granikos ins südliche Kleinasien weitermarschierte. Er zog in die Stadt ein und erstürmte daraufhin zusammen mit einem Kontingent von deren Einwohnern eine Raubburg der Pisidier, die von dort aus den Phaseliten viel Schaden zugefügt hatten. Laut Pausanias befand sich im Athena-Tempel, dem Hauptheiligtum der Stadt, der Speer von Achilleus. Auch das mag ein Grund für Alexander gewesen sein, sich hier aufzuhalten, da er sich für den „neuen Achilleus“ hielt. Plutarch berichtet, der vom Wein berauschte Alexander habe auf dem Heimweg von einem Trinkgelage mit seinen Gefährten die auf dem Marktplatz aufgestellte Statue des Tragödiendichters Theodektes mit Kränzen verziert. Während seines Aufenthalts in Phaselis erfuhr Alexander auch vom Komplott des Alexander Lynkestes, ließ diesen jedoch vorerst nur in Haft halten. Von Phaselis aus zog Alexander dann auf seinem Asienfeldzug mit einem Heeresteil direkt an der lykischen Ostküste weiter, während seine anderen Heeresteile über die „Klimax“, eine Bergstrecke mit Felsentreppen, voranschritten.

### Hellenistische Epoche, römische Herrschaft und Mittelalter
Während der Diadochenkriege befand sich die Stadt zunächst seit ihrer Eroberung durch Ptolemaios I. (309 v. Chr.) im Besitz der Ptolemäer. Der Kult der Isis in Phaselis ist durch Darstellungen auf von der Stadt geprägten Münzen bekannt und belegt den ptolemäischen Einfluss. Mit der Eroberung Lykiens durch Antiochos III. 197 v. Chr. kam Phaselis unter seleukidische Herrschaft. Gemäß dem Frieden von Apameia 188 v. Chr. wurde es von den Römern bis 167 v. Chr. unter rhodische Herrschaft gestellt, zusammen mit Lykien, zu dem Phaselis fortan offiziell gezählt wurde. 167 v. Chr.erklärte der Römische Senat Lykien für unabhängig und Münzen bezeugen, dass Phaselis mindestens im Zeitraum von 138 bis 104 v. Chr. Mitglied des Lykischen Bundes war. Die Lage der Stadt an der Grenzscheide des pamphylischen und lykischen Meeres trug dazu bei, dass sie Anfang des 1. Jahrhunderts v. Chr. zu einem Schlupfloch kilikischer Seeräuber wurde. Deren Führer Zeniketes setzte sich hier fest. Publius Servilius Vatia nahm 77 v. Chr. den Kampf gegen die Piraten auf und eroberte dabei unter anderem Phaselis, das dabei große Zerstörungen erlitt. Nachdem Pompeius 48 v. Chr. die Schlacht von Pharsalos gegen Caesar verloren hatte, legte er auf seiner daraufhin ergriffenen Flucht Lucan zufolge auch bei Phaselis an und hielt sich dort kurz auf. Nach der Darstellung Lucans besaß die Stadt damals, anscheinend als Folge der Verwüstung durch Servilius Vatia, nur noch eine geringe Bevölkerungszahl. Laut Plutarch hingegen landete Pompeius nicht bei Phaselis, sondern bei Attaleia, und Lucans Angabe könnte einer dichterischen Freiheit entspringen. Als Brutus im Frühling 42 v. Chr. nach Lykien kam, um für den Kampf gegen Marcus Antonius und Octavian Geld einzutreiben und Truppen auszuheben, zerstörte er das sich ihm widersetzende Xanthos, wonach sich neben Patara, Myra und Korykos auch Phaselis ergab.
Unter Domitian, Trajan und Hadrian wurde die in den Seeräuberkriegen zerstörte Stadt Ende des 1. Jahrhunderts n. Chr. repräsentativ wieder aufgebaut und erlebte eine zweite Blüte. Aus dieser Zeit stammen die meisten der heute erhaltenen Ruinen. Hadrian besuchte die Stadt um 129 n. Chr. Zur Erinnerung an diesen Aufenthalt wurde in Phaselis ein Bau mit Statuen des Kaisers errichtet, von denen einige Baseninschriften erhalten blieben. Münzprägung gab es in der Stadt mindestens bis zur Regierungszeit des im Jahr 244 verstorbenen Kaisers Gordian III. Im 3. und 4. Jahrhundert bewirkten Einfälle der Isaurer sowie vermehrtes Piratenunwesen einen Niedergang der Stadt; und von den späteren Einfällen der Araber im 7. Jahrhundert erholte sich Phaselis nie mehr, auch wenn es als byzantinischer Flottenstützpunkt im 8. Jahrhundert vorübergehend noch einmal wirtschaftlich aufstieg. Seit dem 10. Jahrhundert diente es nur noch als Steinbruch für Antalya, das Material für seine Befestigungen benötigte. 1158 bemächtigten sich die Seldschuken der Stadt, deren Existenz damit endgültig aufhörte.

## Ausgrabungen

Plan von Phaselis

Phaselis liegt auf einer kleinen Halbinsel am Fuße des Taurusgebirges. Das wenige Hinterland ist weitgehend sumpfig. Der besonderen Form verdankte Phaselis seine einzigartige Bedeutung als Stadt mit drei weitgehend natürlichen Häfen. Im großen Nordhafen sind noch die antiken Wellenbrecher zu erkennen. Dort führt auch der auf rund 400 Metern gut erhaltene kaiserzeitliche Aquädukt entlang zur Stadt.
Der sogenannte Stadthafen mit seinen mächtigen Kaimauern ist heute eine beliebte Badebucht. Von dort führt die über 20 Meter breite Prachtstraße mit den bedeutenden römischen Bauten beidseits zum Südhafen, der durch eine Mauer geschützt ist. Auf der nordwestlichen Seite reihen sich die drei Agoren (Marktplätze) aus den Zeiten Hadrians, Domitians und der Spätantike aneinander. Dort befinden sich auch Reste der Thermen und byzantinische Ruinen. Auf der gegenüberliegenden Südostseite hatte man das Stadttheater in Hanglage errichtet. Die oberhalb gelegene Akropolis von Phaselis zeigt noch Hausreste der letzten Bewohner, die seit dem 7. Jahrhundert die Stadt aufgegeben und sich auf dem Bergrücken verschanzt hatten. Die übrigen Wohnviertel mit Straßen und Häusern sind nahezu vollständig abgetragen.

## Söhne und Töchter der Stadt
Theodektes, geboren etwa 400 v. Chr., war in Athen Redenschreiber und Verfasser von Theaterstücken. Er nahm 353 v. Chr. in Halikarnassos bei den Begräbnisfeiern für Maussolos an einem Redewettkampf teil. In Athen lernte er den jungen Aristoteles kennen, den späteren Lehrer Alexanders des Großen. Als dieser nach Phaselis kam, war Theodektes bereits tot. Phaselis errichtete seinem berühmten Bürger ein Standbild auf der Agora.